# مجلس الدوما
مجلس الدوما (الروسية: Госуда́рственная ду́ма) هو مجلس النواب في الجمعية الاتحادية الروسية بينما يُعتبر مجلس الاتحاد هو مجلس الشيوخ في البلد. يقع مقرُّ الدوما في وسطِ العاصمة الروسيّة موسكو على بعد خطواتٍ قليلةٍ من ميدان مانيج. حلَّ مجلس الدوما محل مجلس السوفيت الأعلى لروسيا نتيجةً للدستور الجديد الذي قدمه بوريس يلتسين في أعقاب الأزمة الدستورية عام 1993 حيثُ وافق عليه الشعب الروسي خلال الاستفتاء العام.
استُخدمت خلال الانتخابات التشريعية الروسية لعامي 2007 و2011 طريقةُ التمثيل النسبي للقائمة الحزبية مع نظام عتبةٍ بلغَ 7% قبل أن يُلغى هذا القانون في وقت لاحق. كانت مدة هذا المجلس التشريعي في البداية سنتين وذلك في انتخابات 1993–1995 ثمّ أصبحت أربع سنواتٍ في انتخابات 1999–2007 وأصبحت منذ انتخابات 2011 خمس سنوات.

## التاريخ

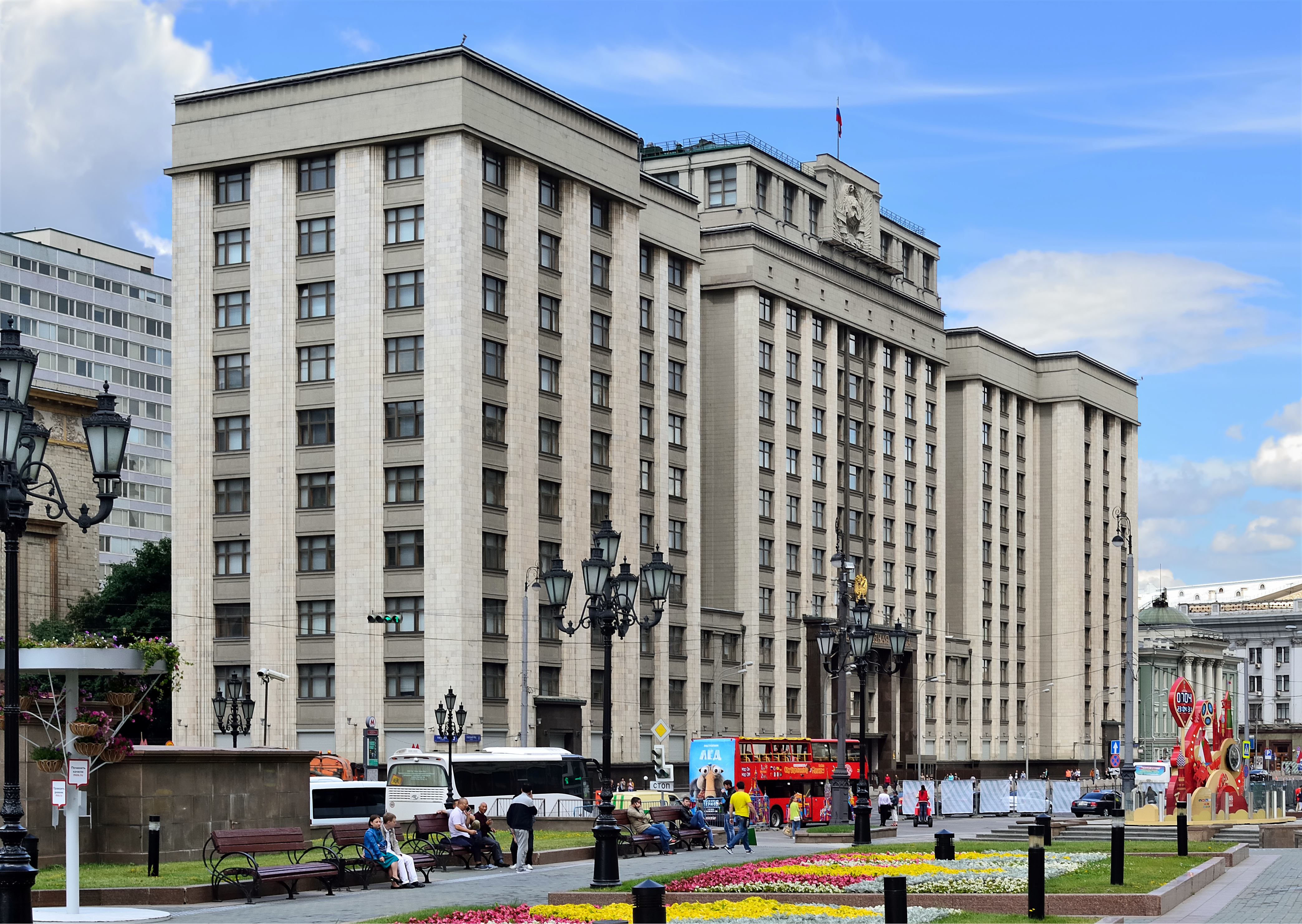
مبنى مجلس الدوما في ميدان مانيج.

تأسَّس مجلس الدوما عام 1905 بعد أعمال العنف والاضطراب في الثورة الروسية عام 1905 وعليه فهو أول برلمانٍ منتخبٍ في روسيا. حاول القيصر الروسي نيقولا الثاني (أو نيكولاس) تنشيطه في محاولتينِ لكنّه فشل في ذلك قبل أن يُحلَّ المجلس بالكامل، ثمّ أُعيد تفعيله في مرة ثالثة ناجحة حيثُ نشطَ المجلس هذه المرة حتى نهاية ولايته التي كانت تبلغُ حينها خمس سنوات. أصبحَ مجلس الدوما الثالث الذي انتُخب في تشرين الثاني/نوفمبر 1907 بعد عمليّات الإصلاح الانتخابي مكونًا إلى حدٍ كبيرٍ من أعضاء من الطبقات العليا. كان إنشاء مجلس الدوما بعد ثورة 1905 يُبشّر بتغييراتٍ مهمةٍ في النظام الاستبدادي الإمبراطوري الروسي السابق، وعلاوة على ذلك فقد كان للدوما فيما بعد تأثيرٌ مهمٌ على التاريخ الروسي حيث كان أحد العوامل المساهمة في ثورة فبراير التي أدت إلى إلغاء الحكم المُطلَق في روسيا والإطاحة بالنظام الحاكم. بعد تعاقبِ عدّة أجيال وتحديدًا بعد مرور 75 عامًا من ثورة فبراير، فازت الأحزاب الموالية لبوريس يلتسين في انتخابات كانون الأول/ديسمبر 1993 حيثُ ضمنت 175 مقعدًا في مجلس الدوما مقابل 125 مقعدًا للكتلة اليساريّة.
على الرغم من حقيقة أن الدستور الروسي لعام 1993 ينصُّ على أن مجلس الدوما يُنتخب لمدة أربع سنوات، فقد تقرر انتخاب أول مجلسٍ لمدة عامين فقط. أصبحَ مجلس الدوما خلال النصف الثاني من التسعينيات مركزًا مهمًا ينشطُ فيه ولو بطريقة غير مباشرة القادة الإقليميين ورجال الأعمال الباحثين عن الإعفاءات الضريبية والمزايا التشريعية، كما اجتذب عملُ اللجان القيادية مثل لجان الدفاع أو الشؤون الخارجية أو الميزانية قدرًا كبيرًا من اهتمام وسائل الإعلام. كان حزب الوحدة والحزب الشيوعي في أوائل العقد الأول من القرن الحادي والعشرين وبعد الانتخابات البرلمانية لعام 1999 هما القوتان الرئيسيتان في مجلس الدوما. اعتُمد بعد انتخابات عام 2003 على نظام الحزب المهيمن في المجلس الذي سيطر عليهِ في الغالب حزبُ روسيا الموحدة. حصل هذا الأخير في جميع الانتخابات اللاحقة على الأغلبية المطلقة من المقاعد (أكثر من 226)، لكن وبعد انتخابات عام 2007 تغيّر نظام الحزب المهيمن إلى نظامٍ سياسيّ جديد مكوّن من من أربعة أحزاب تُسيطر على مجلس الدوما وكانت هذه الأحزاب – في تلك الانتخابات – هي روسيا الموحدة والحزب الشيوعي والحزب الليبرالي الديمقراطي ثمّ حزب روسيا عادلة، فيما لم تتمكَّن باقي الأحزاب من الحصول على أصوات كافية للحضور في مجلس الدوما إلى أن جاءت انتخابات عام 2016 التي حملت معها خبر تمكّن حزبانِ آخران هما رودينا والمنبر المدني من الحصول على مقعدٍ واحد. بعد اعتماد التعديلات على الدستور عام 2008، زادت مدة مجلس الدوما من أربع إلى خمس سنوات. أظهر بحثٌ عام 2016 من قِبل دسرنت أن واحدًا من كل تسعة أعضاء في مجلس الدوما حاصلين على درجات أكاديمية مع أطروحات مسروقة أو شابتها نواقصٌ ما.

## السلطات
لدى مجلس الدوما عددٌ من الصلاحيات الخاصة المنصوصِ عليها في الدستور الروسي:
- الموافقة على تعيين رئيس وزراء روسيا.
- الاستماع إلى التقارير السنوية من الحكومة الروسيّة عن نتائج عملها بما في ذلك القضايا التي أثارها مجلس الدوما نفسه.
- البتُّ في مسألة الثقة بالحكومة الروسية.
- تعيين وعزل رئيس البنك المركزي الروسيّ.
- تعيين وعزل رئيس ونصف مراقبي غرفة الحسابات.
- تعيين وعزل مفوض حقوق الإنسان الذي يتصرف وفقًا للقانون الدستوري الروسي.
- إعلان العفو.
- توجيه اتهامات ضد الرئيس الروسي لمحاكمته (يتطلَّب أغلبية الثلثين).

## التصويت

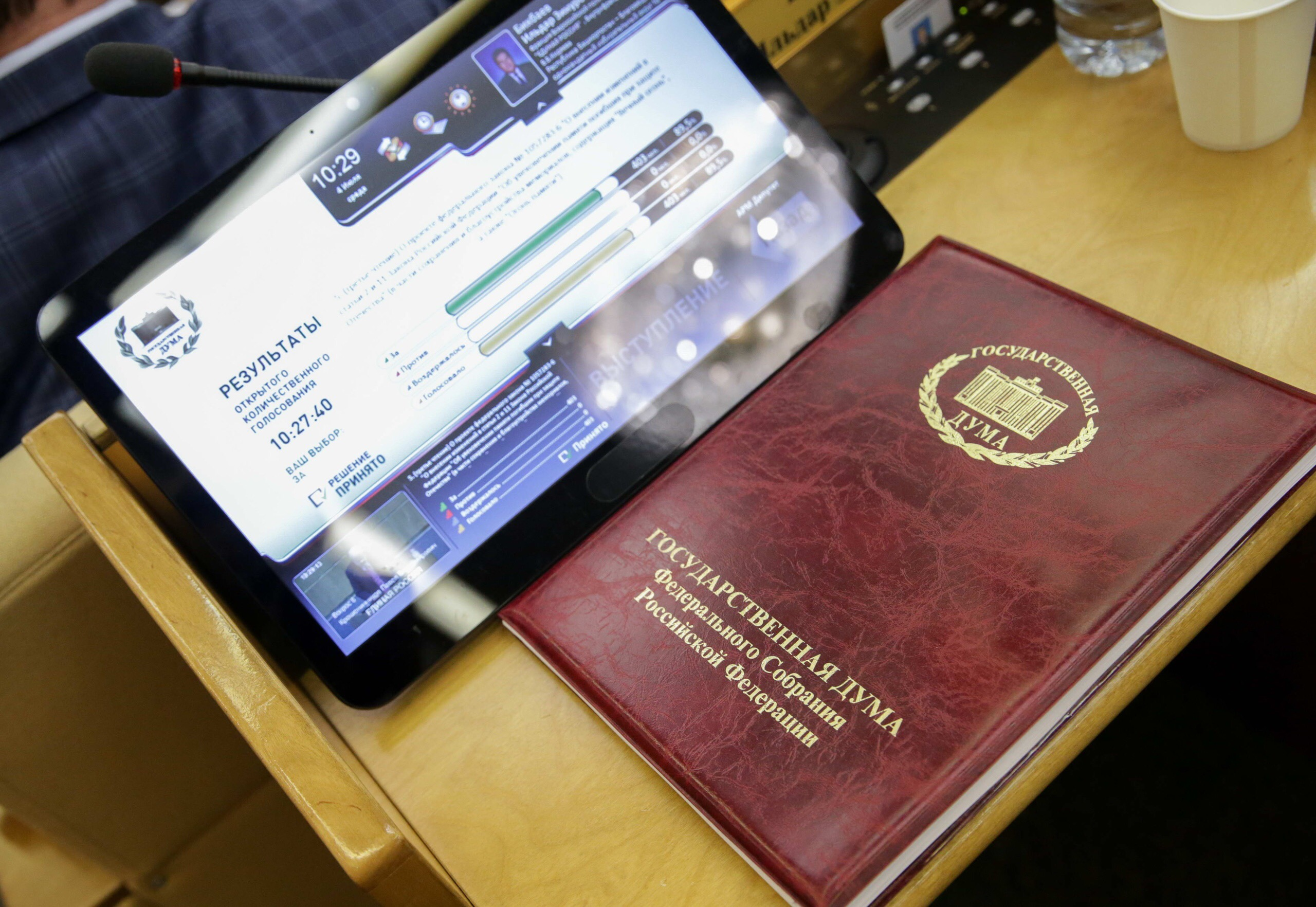
جهاز تصويت النواب داخل مجلس الدوما

تُعتمد القوانين أو مشاريع القوانين الصادرة عن مجلس الدوما بأغلبية العدد الإجمالي للنواب في مجلس الدوما ما لم ينص الدستور على إجراء آخر. تُناقش مشاريع القوانين في مجلس الدوما ثمّ تُمرَّر – في حالة الموافقة – لمجلس الاتحاد من أجل مناقشتها والموافقة عليها أو رفضها. يعتمدُ النواب خلال التصويت على مشاريع القرارات داخل مجلس الدوما على جهازٍ إلكترونيّ يُسجِّل صوت كل نائب (موافق/غير موافق/غير مشارك) وتُعرض الأصوات على شاشة كبيرة في حالة ما كانت الجلسة عمومية ومفتوحة في وجه الكل بينما تبقى الأمور سريّة في حالات أخرى.

## العضوية
يجوز انتخاب أي مواطن روسي يبلغ من العمر 21 عامًا أو أكثر ومؤهلاً للمشاركة في الانتخابات نائبًا في مجلس الدوما.
، ومع ذلك فلا يجوز للمرشّح لمنصب نائبٍ في مجلس الدوما أن يُرشَّح لنفس المنصب في مجلس الاتحاد. بالإضافة إلى ذلك، لا يجوز لنائب مجلس الدوما شغل مناصب في أي هيئة تمثيلية أخرى لسلطة الدولة أو هيئات الحكم الذاتي المحلي على اعتبار أنَّ منصب نائب في مجلس الدوما هو منصبٌ مهنيّ، وعليه فلا يجوز تعيين النواب في المجلس في الخدمة المدنية أو الانخراط في أيّ أنشطة مقابل أجر بخلاف التدريس أو البحث أو الأنشطة الإبداعية الأخرى.

### رؤساء مجلس الدوما

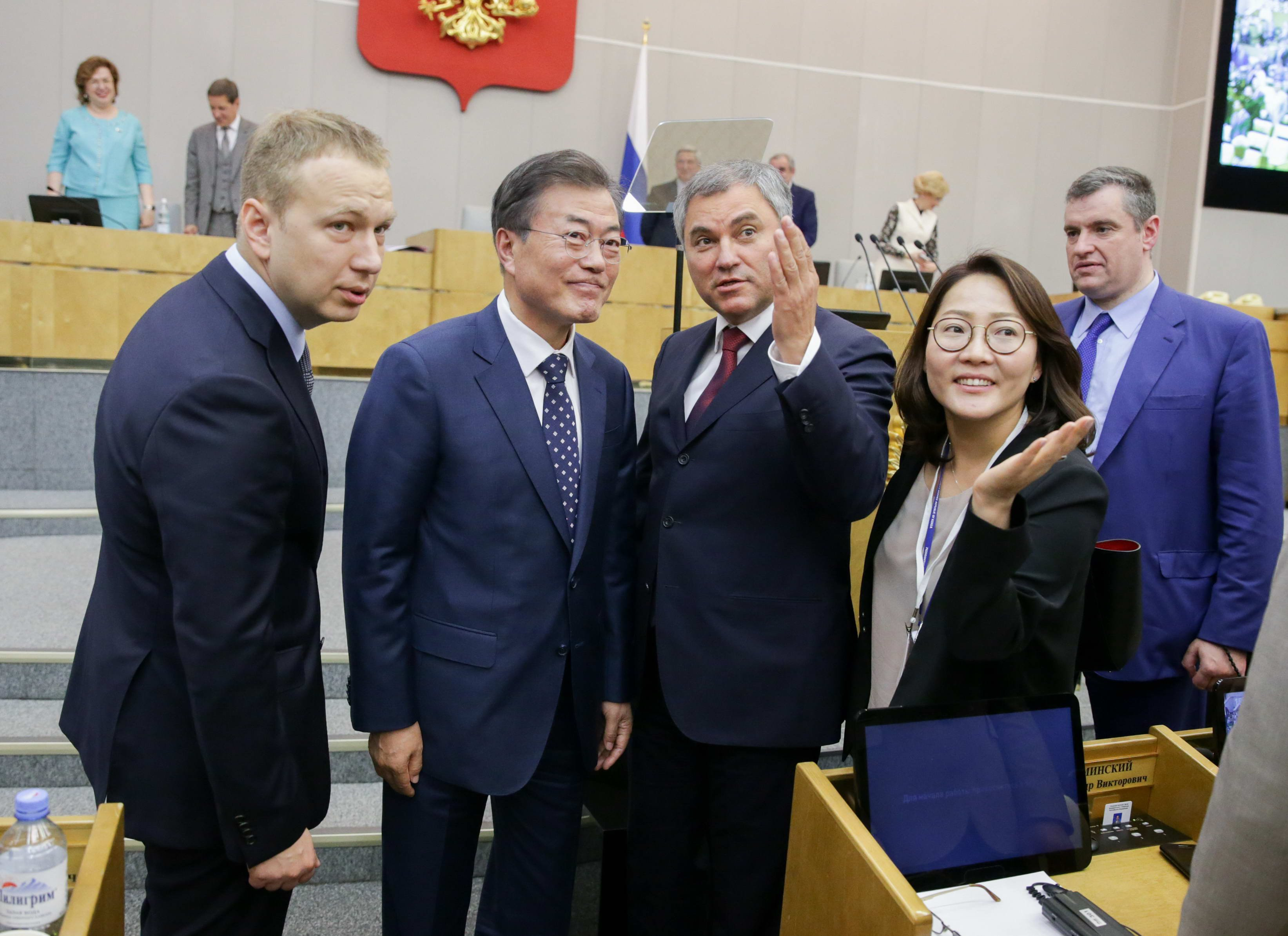
فياتشيسلاف فولودين مع رئيس كوريا الجنوبية مون جاي إن في الواحد والعشرين من حزيران/يونيو 2018 في مجلس الدوما.

- إيفان ريبكين (1994-1996)[33]
- جينادي سيليزنيوف (1996-2003)[34]
- بوريس غريزلوف (2003-2011)[35]
- سيرغي ناريشكين (2011-2016)[36]
- فياتشيسلاف فولودين (منذ 2016)[37]

## قائمة المجالس
هذه قائمة بمجالس الدوما حسب الفترة:
| الترتيب            | الفترة                                                  | تاريخ الانتخاب |
| ------------------ | ------------------------------------------------------- | -------------- |
| مجلس الدوما الأول  | 12 كانون الأول/ديسمبر 1993 – 17 كانون الأول/ديسمبر 1995 | 1993           |
| مجلس الدوما الثاني | 17 كانون الأول/ديسمبر 1995 – 19 كانون الأول/ديسمبر 1999 | 1995           |
| مجلس الدوما الثالث | 19 كانون الأول/ديسمبر 1999 – 7 كانون الأول/ديسمبر 2003  | 1999           |
| مجلس الدوما الرابع | 7 كانون الأول/ديسمبر 2003 – 2 كانون الأول/ديسمبر 2007   | 2003           |
| مجلس الدوما الخامس | 2 كانون الأول/ديسمبر 2007 – 4 كانون الأول/ديسمبر 2011   | 2007           |
| مجلس الدوما السادس | 21 كانون الأول/ديسمبر 2011 – 18 أيلول/سبتمبر 2016       | 2011           |
| مجلس الدوما السابع | 5 تشرين الأول/أكتوبر 2016 – 19 أيلول/سبتمبر 2021        | 2016           |
| مجلس الدوما الثامن | 12 تشرين الأول/أكتوبر 2021 – حاليًا                      | 2021           |

## آخر انتخابات
| الحزب                                                                                                 | الحزب                                           | جمهور المصوتين     | جمهور المصوتين     | جمهور المصوتين     | جمهور المصوتين     | جمهور الناخبين | جمهور الناخبين | جمهور الناخبين | النتيجة النهائية | النتيجة النهائية |
| الحزب                                                                                                 | الحزب                                           | عدد الأصوات        | %                  | ± النسبة المئويّة   | عدد المقاعد        | عدد الأصوات    | %              | عدد المقاعد    | عدد المقاعد      | +/–              |
| --- | ----------------------------------------------- | ------------------ | ------------------ | ------------------ | ------------------ | -------------- | -------------- | -------------- | ---------------- | ---------------- |
| | روسيا الموحدة                                   | 28,064,258         | 49.82              | ▼4.38              | 126                | 25,201,048     | 45.86          | 198            | 324              | –19              |
| | الحزب الشيوعي                                   | 10,660,599         | 18.93              | ▲5.59              | 48                 | 8,984,506      | 16.35          | 9              | 57               | +15              |
| | الحزب الليبرالي الديمقراطي                      | 4,252,096          | 7.55               | ▼5.59              | 19                 | 3,234,113      | 5.89           | 2              | 21               | –18              |
| | روسيا العادلة                                   | 4,201,715          | 7.46               | ▲1.24              | 19                 | 4,882,518      | 8.78           | 8              | 27               | +4               |
| | أناس جدد                                        | 2,997,676          | 5.32               | جديد               | 13                 | 2,684,082      | 4.88           | 0              | 13               | جديد             |
| | حزب المتقاعدين الروسي من أجل العدالة الاجتماعية | 1,381,890          | 2.45               | ▲0.73              | 0                  | 1,969,986      | 3.58           | 0              | 0                | 0±               |
| | يابلكا                                          | 753,280            | 1.34               | ▼0.65              | 0                  | 1,091,837      | 1.99           | 0              | 0                | 0±               |
| | شيوعيو روسيا                                    | 715,685            | 1.27               | ▼1.00              | 0                  | 1,639,774      | 2.98           | 0              | 0                | 0±               |
| | الحزب البيئي الروسي "الخضر"                     | 512,420            | 0.91               | ▲0.15              | 0                  | 541,289        | 0.98           | 0              | 0                | 0±               |
| | رودينا                                          | 450,437            | 0.80               | ▼0.71              | 0                  | 829,303        | 1.51           | 1              | 1                | 0±               |
| | حزب الحرية والعدالة الروسي                      | 431,559            | 0.77               | جديد               | 0                  | 372,867        | 0.68           | 0              | 0                | جديد             |
| | البديل الأخضر                                   | 357,855            | 0.64               | جديد               | 0                  | 120,137        | 0.22           | 0              | 0                | جديد             |
| | القضية العادلة                                  | 291,483            | 0.52               | ▼0.77              | 0                  | 515,020        | 0.94           | 1              | 1                | +1               |
| | المنصة المدنية                                  | 86,964             | 0.15               | ▼0.07              | 0                  | 386,663        | 0.70           | 1              | 1                | 0±               |
| | مستقل                                           | لا حزب سياسي مستقل | لا حزب سياسي مستقل | لا حزب سياسي مستقل | لا حزب سياسي مستقل | 646,950        | 1.18           | 5              | 5                | +4               |
| أصوات ملغيّة                                                                                           | أصوات ملغيّة                                     | 1,173,291          |                    |                    | –                  | 1,913,578      | 3.48           | –              | –                | –                |
| المجموع                                                                                               | المجموع                                         |                    | 100                | –                  | 225                |                | 100            | 225            | 450              | 0                |
| عدد المصوتين المسجّلين                                                                                 | عدد المصوتين المسجّلين                           | 109,204,662        |                    |                    | –                  | 108,231,085    |                | –              | –                | –                |
| المصدر: لجنة الانتخابات المركزية (الولايات الفردية نسخة محفوظة 27 سبتمبر 2021 على موقع واي باك مشين.) |                                                 |                    |                    |                    |                    |                |                |                |                  |                  |